# Beierius
Genre
Beierius est un genre de pseudoscorpions de la famille des Cheliferidae.

## Distribution
Les espèces de ce genre se rencontrent en Afrique subsaharienne.

## Liste des espèces
Selon Pseudoscorpions of the World (version 3.0) :
- Beierius aequatorialis Vachon, 1944
- Beierius semimarginatus Beier, 1959
- Beierius simplex Beier, 1955
- Beierius walliskewi (Ellingsen, 1912)

## Étymologie
Ce genre est nommé en l'honneur de Max Beier.

## Publication originale
- Chamberlin, 1932 : A synoptic revision of the generic classification of the chelonethid family Cheliferidae Simon (Arachnida) (continued). Canadian Entomologist, vol. 64, p. 17-21 & 35-39.